# Христофорівка (Нікопольський район)
Христофо́рівка — село в Україні, в Нікопольському районі Дніпропетровської області. Входить до складу Першотравневської сільської громади. Населення — 107 мешканців. 

## Географія
Село Христофорівка знаходиться на відстані 2,5 км від села Головкове і  за 3 км від села Лошкарівка.

## Історія
7 (20) листопада 1917 року, відповідно до Третього Універсалу Української Центральної Ради, увійшло до складу Української Народної Республіки.  
До 2020 орган місцевого самоврядування — Лошкарівська сільська рада.
12 червня 2020 року, відповідно до розпорядження Кабінету Міністрів України № 709-р від «Про визначення адміністративних центрів та затвердження територій територіальних громад Дніпропетровської області», увійшло до складу Першотравневської сільської громади.
19 липня 2020 року, в результаті адміністративно-територіальної реформи і ліквідації Нікопольського району(1923—2020), село увійшло до складу новоутвореного Нікопольського району.